# Festival de film

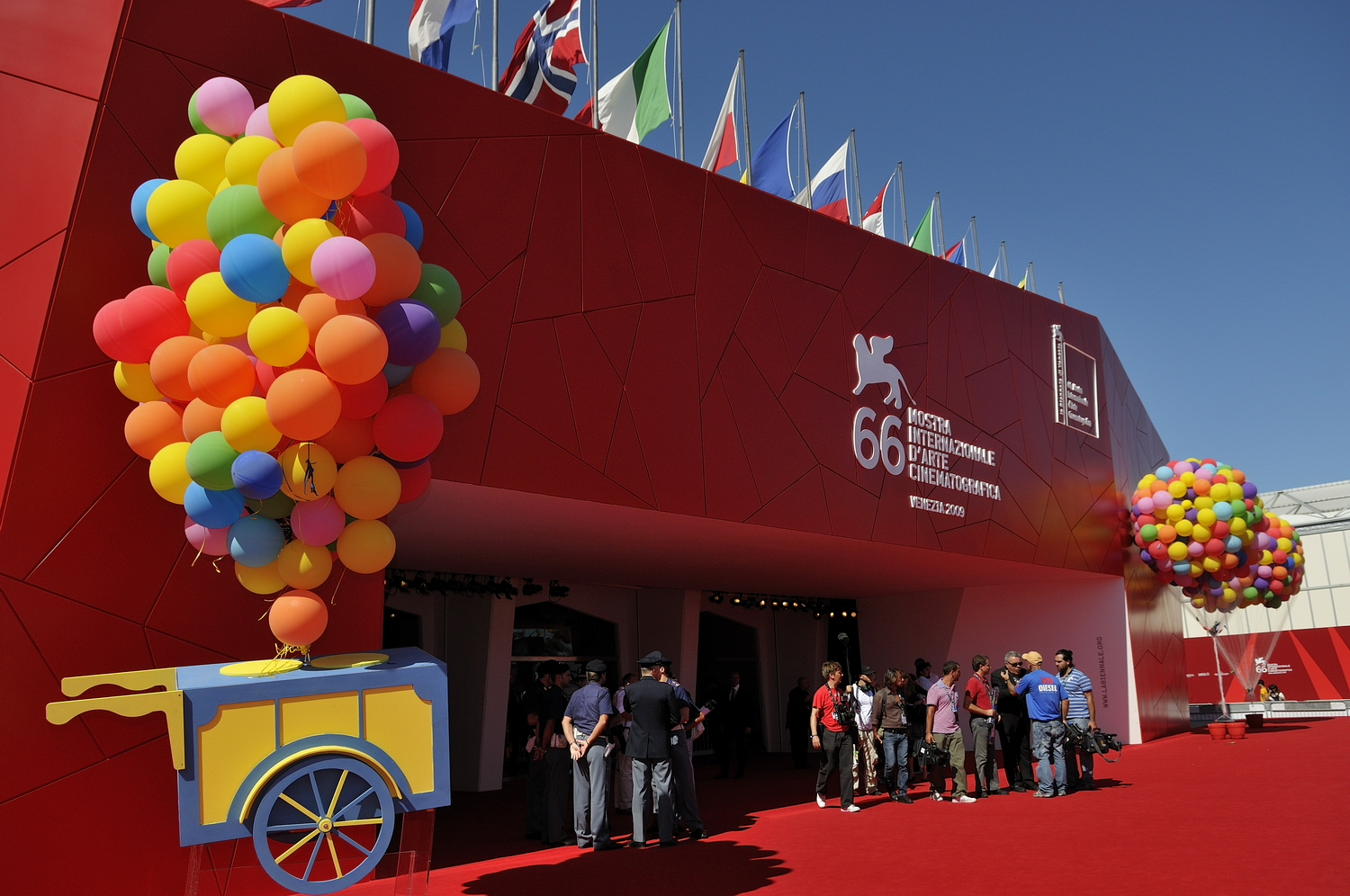
Festivalul de Film de la Veneția este cel mai vechi festival de film din lume

Un festival de film este o prezentare organizată și extinsă a filmelor în unul sau mai multe cinematografe sau în alte locuri de proiecție, care are loc de obicei într-un singur oraș sau regiune. Din ce în ce mai des, festivalurile de film prezintă unele filme în aer liber. Filmele pot fi produse recent și, în funcție de tema/genul festivalului, pot fi premiere internaționale și interne. Unele festivaluri se concentrează pe un anumit gen de filme (de exemplu film noir), pe un producător de film  sau pe un anumit subiecte (de exemplu, festivaluri de filme de groază). O serie de festivaluri de film se specializează în filme scurte cu o lungime maximă definită. Festivalurile de film sunt de obicei evenimente anuale. Unii istorici de film, printre care Jerry Beck, nu consideră festivalurile de film ca lansări oficiale ale unor filme.
Cele mai prestigioase festivaluri de film din lume sunt în general considerate a fi Festivalul Internațional de Film de la Cannes, Festivalul Internațional de Film de la Berlin și Festivalul de film din Veneția, cele „Trei Mari”. Festivalul Internațional de Film din Toronto este cel mai popular festival din America de Nord în ceea ce privește participarea; revista Time a afirmat că acesta "a crescut de la a fi cel mai influent festival de film de toamnă la cel mai influent festival de film". Festivalul de Film de la Veneția este cel mai vechi festival de film din lume.

## Festival-A
Festivalurile-A sunt festivaluri de film de competiție internațională, care sunt acreditate de asociația de producători de film FIAPF.
În anul 2018 au fost următoarele Festivaluri-A acreditate la FIAPF:
| Loc           | Denumire                                                  | din  | Perioada    | Premiu                      |
| ------------- | --------------------------------------------------------- | ---- | ----------- | --------------------------- |
| Berlin        | Festivalul Internațional de Film de la Berlin (Berlinale) | 1951 | februarie   | Ursul de Aur (Goldener Bär) |
| Moscova       | Festivalul Internațional de Film de la Moscova            | 1935 | aprilie     | Sfântul Gheorghe de Aur     |
| Cannes        | Festival International du Film                            | 1946 | mai         | Palme d'Or                  |
| Shanghai      | Festivalul Internațional de Film de la Shanghai           | 1993 | iunie       | Cupa de Aur                 |
| Karlovy Vary  | Festivalul Internațional de Film de la Karlovy Vary       | 1946 | iunie/iulie | Globul de Cristal           |
| Locarno       | Festival Internazionale del film Locarno                  | 1946 | august      | Leopardul de aur            |
| Montreal      | Festivalul Mondial de Film de la Montreal                 | 1977 | aug./sept.  | Grand Prix of the Americas  |
| Veneția       | Festivalul de Film de la Veneția                          | 1932 | aug./sept.  | Leul de Aur                 |
| San Sebastián | Festivalul Internațional de Film de la San Sebastián      | 1953 | septembrie  | Scoica de Aur               |
| Tokio         | Tokyo International Film Festival                         | 1985 | octombrie   | Tokyo Grand Prix            |
| Varșovia      | Festivalul Internațional de Film de la Varșovia           | 1985 | octombrie   | Grand Prix                  |
| Goa           | Festivalul Internațional de Film din India                | 1952 | noiembrie   | Păunul de Aur               |
| Mar del Plata | Festivalul Internațional de Film de la Mar del Plata      | 1954 | noiembrie   | Astor de Oro                |
| Tallinn       | Tallinn Black Nights Film Festival                        | 1997 | noiembrie   | Tallinn Grand Prix          |
| Cairo         | Festivalul Internațional de Film de la Cairo              | 1976 | noi./dec.   | Piramida de Aur             |